# FK Jenis
Ne pas confondre avec le FK Astana, un autre club de football du Kazakhstan
Maillots
Le Jenis Fýtbol Klýby (en kazakh : Жеңіс Футбол Клубы) est un club kazakh de football fondé en 1964 et basé à Astana, la capitale du pays.

## Historique
- 1964 : fondation du club sous le nom de Dinamo Astana
- 1975 : le club est renommé Tselinnik Astana
- 1994 : le club est renommé Tsesna Astana
- 1996 : le club est renommé Tselinnik Astana
- 1997 : le club est renommé FK Astana
- 1997 : le club est renommé FK Zhenis Astana
- 2002 : 1re participation à une Coupe d'Europe (C1, saison 2002/03)
- 2006 : le club est renommé FK Astana
- 2009 : le club est renommé FK Namys Astana
- 2010 : le club est renommé FK Astana-1964
- 2014 : disparition du club
- 2021 : le club est refondé sous le nom Jenis Noursoultan

## Bilan sportif

### Palmarès
| Compétitions nationales |
| --- |
| - Championnat du Kazakhstan (3) : - Champion : 2000, 2001 et 2006. - Coupe du Kazakhstan (3) : - Vainqueur : 2000-01, 2002 et 2005. - Finaliste : 2001 et 2006. |

### Bilan européen
Légende
- Victoire ou qualification pour le tour suivant
- Match nul
- Défaite ou élimination de la compétition

Note : dans les résultats ci-dessous, le score du club est toujours donné en premier.
| Saison    | Compétition         | Tour            | Club               | Domicile | Extérieur | Total  |
| --------- | ------------------- | --------------- | ------------------ | -------- | --------- | ------ |
| 2002-2003 | Ligue des champions | Premier tour Q  | Sheriff Tiraspol   | 3 - 2    | 1 - 2     | 4 - 4E |
| 2003-2004 | Coupe UEFA          | Premier tour Q  | Viktoria Žižkov    | 1 - 3    | 0 - 3     | 1 - 6  |
| 2007-2008 | Ligue des champions | Premier tour Q  | Metalurgi Roustavi | 3 - 0    | 0 - 0     | 3 - 0  |
| 2007-2008 | Ligue des champions | Deuxième tour Q | Rosenborg BK       | 1 - 3    | 1 - 7     | 2 - 10 |

## Personnalités du club

### Présidents du club
- Galim Ibraïev

### Entraîneurs du club
| - Anatoli Polosine (1979-1980) - Bauyrzhan Baïmoukhammedov (1993-1994) - Sergeï Gorogovodatski (2000) - Vladimir Dergache (2002) - Vladimir Fomitchev / Igor Svetchnikov (2002) - Aleksandr Irkhine (2003) - Klaus Stärk (2004) | - Aleksandr Zavarov (2004) - Vladimir Moukhanov (2005) - Arno Pijpers (2006) - Aleksandr Irkhine (2007-2008) - Oïrat Sadouov - Vakhid Masoudov (2014) |

### Anciens joueurs du club
| - Vitali Lanko - Nilton Pereira Mendes - Igor Avdeïev - Dmitri Byakov - Aleksandr Chatskikh - Rouslan Goumar - Emil Kenjisariev - Konstantin Kotov - Jambyl Koukeïev - Aleksandr Koutchma - Dmitri Liapkine - David Loria - Oleg Lotov - Aleksandr Mokin - Vladimir Niederhaus - Edouard Serguienko | - Samat Smakov - Anton Tchitchouline - Arsen Tlekhugov - Murat Tleshev - Oleg Voskoboïnikov - Maksim Zhalmagambetov - Pavel Bugalo - Vladimir Bestchastnykh - Viktor Boulatov - Iouri Drozdov - Alekseï Kosolapov - Ievgueni Lovtchev (en) - Oleg Veretennikov - Wladimir Baýramow - Igor Tchislenko |

## Historique du logo

Ancien logo (Jenis Astana)
Ancien logo (FK Astana)
Logo depuis 2021